# Harry F. Byrd (politikus, 1914–2013)
Harry F. Byrd, Jr. (Winchester, 1914. december 20. – Winchester, 2013. július 30.) az Amerikai Egyesült Államok Virginia államának szenátora.